# Paolo Ciavatta

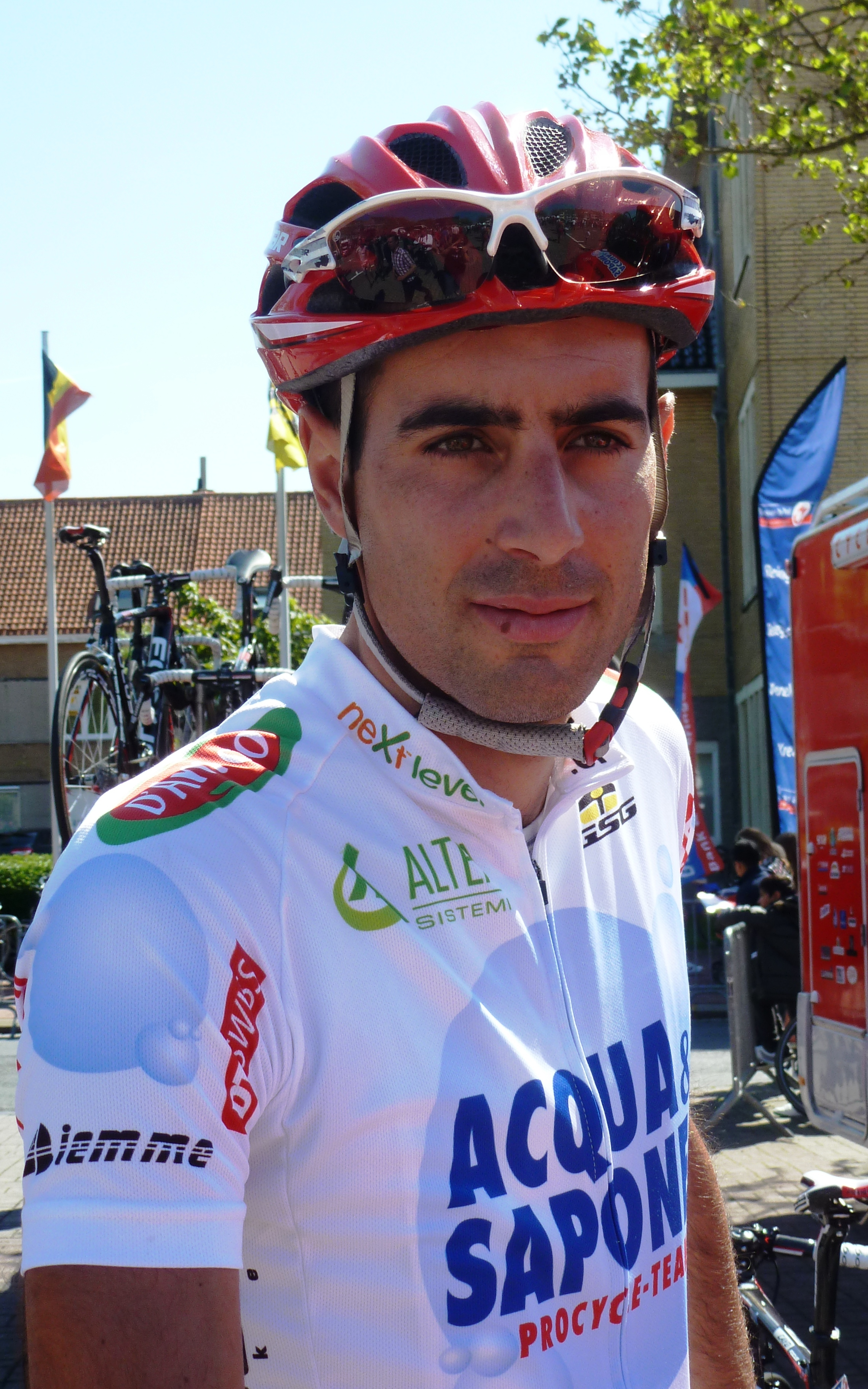
Paolo Ciavatta

Paolo Ciavatta (* 6. November 1984) ist ein ehemaliger italienischer Straßenradrennfahrer.
Paolo Ciavatta wurde 2008 Fünfter bei der Trofeo Salvatore Morucci. 2009 gewann er die beiden Eintagesrennen Trofeo Alta Valle Del Tevere und Giro Ciclistico del Cigno und er wurde unter anderem Etappenzweiter beim Giro Ciclistico d’Italia. 2010 erhielt Ciavattazum italienischen Professional Continental Team Acqua & Sapone seinen ersten Vertrag bei einem internationalen Radsportteam.

## Erfolge
2009
- Giro Ciclistico del Cigno

## Teams
- 2010 Acqua & Sapone-D’Angelo & Antenucci
- 2011 Acqua & Sapone
- 2012 Acqua & Sapone

- 2014 Area Zero Pro Team
- 2015 D’Amico Bottecchia
- 2016 D’Amico Bottecchia